# 1874

## Родени
- Александър Евтимов, български революционер
- Атанас Иванов, български просветен деятел и революционер
- Васил Чекаларов, български революционер
- Величко Велянов, български революционер
- Джеймс Крафт, индустриалец и изобретател
- Илия Докторов, български революционер
- Константинос Гарефис, гръцки андартски капитан
- Кръстьо Българията, български революционер
- Павел Христов, български революционер
- Стоян Поппетров, български революционер
- Тане Стойчев, български революционер
- 18 януари – Георги Атанасов, български художник
- 21 януари – Рене-Луи Бер, френски математик
- 25 януари – Съмърсет Моъм, английски писател
- 1 февруари – Хуго фон Хофманстал, австрийски поет, романист и драматург
- 3 февруари – Никола Стоянов, български икономист
- 6 март – Николай Бердяев, руски философ
- 13 март – Димитър Ташев, български революционер
- 24 март – Хари Худини, американски илюзионист
- 25 март – Михаил Хаджинеделчев, български учител
- 26 март – Робърт Фрост, американски поет
- 29 март – Лу Хенри Хувър, първа дама на САЩ (1929 – 1933)
- 2 април – Петър Цанев, български военен деец
- 28 април – Карл Краус, австрийски публицист и писател († 1936 г.)
- 9 май – Хауърд Картър, британски археолог и египтолог
- 13 май – Георги Фингов, български архитект
- 29 май – Гилбърт Кийт Честъртън, английски писател
- 24 август – Станое Станоевич, сръбски историк
- 25 август – Михаил Розов, български революционер
- 27 август – Карл Бош, германски химик и индустриалец
- 29 август – Мануел Мачадо, испански поет
- 13 септември – Арнолд Шьонберг, австрийски композитор
- 4 октомври – Гаврил Кацаров, български историк и филолог
- 9 октомври – Николай Рьорих, руски художник и теософ
- 12 октомври – Андонис Влахакис, гръцки андартски капитан
- 12 октомври – Ейбрахам Брил, американски психиатър и психоаналитик
- 19 октомври – Лука Групчев, български революционер
- 20 октомври – Симеон Зографов, български общественик и архитект
- 11 ноември – Георги Стоянов, български поет
- 18 ноември – Кръсте Мисирков, български публицист
- 20 ноември – Николае Бацария, румънски писател
- 30 ноември – Уинстън Чърчил, британски политик
- 1 декември – Тодор Луканов, български политик
- 10 декември – Никола Парапанов, български военен деец
- 12 декември – Панчо Хаджимишев, български дипломат
- 14 декември – Никола Пушкаров, български почвовед и революционер
- 26 декември – Норман Ейнджъл, английски писател
- 26 декември – Роза Албах-Рети, германска актриса

## Починали
- 19 януари – Аугуст Хайнрих Хофман фон Фалерслебен, немски писател (р. 1798 г.)
- 22 юни – Илия Гарашанин, сръбски държавник
- 12 септември – Франсоа Гизо, френски политик и историк

Вижте също:
- календара за тази година